# Gouden tapijtschelp
De gouden tapijtschelp (Polititapes aureus) is een tweekleppigensoort uit de familie van de venusschelpen (Veneridae). De wetenschappelijke naam van de soort werd in 1791 voor het eerst geldig gepubliceerd door Johann Friedrich Gmelin als Venus aurea.